# 리카르도 히메네스 오레아무노
로무알도 리카르도 히메네스 오레아무노(Romualdo Ricardo Jiménez Oreamuno, 1859년 2월 6일 – 1945년 1월 4일)는 1910년에서 1914년, 1924년에서 1928년, 1932년에서 1936년까지 세 차례 코스타리카 대통령을 역임했다.
그는 코스타리카 역사상 가장 잘 알려진 변호사 중 한 사람이며 산토 토마스 대학을 졸업했다. 1910년에 권력을 잡기 직전에 카르타고 지방은 도시의 대부분을 파괴하고 수백 명이 사망한 강력한 지진을 맞았다. 그의 주요 투쟁 중 하나는 당시 미국에서 가장 큰 도시를 재건하는 것이었다. 지진 후 히메네스는 아도비 점토를 사용한 건축을 불법화했다. 그의 첫 번째 임기의 또 다른 주목할만한 측면은 프랑스에 진 빚의 상당 부분을 상환한 것이다.
두 번째 임기 동안 그는 국민 보험 은행, 모기지 신용 은행, 농업 학교를 설립하고 보건부를 설립했다. 또한 태평양 철도 시스템의 전기화와 푼타레나스의 태평양 항구 건설을 시작했다. 두 번째 임기 후 그는 4년 동안 정치계에서 물러났다.
그는 1932년에 다시 대통령으로 선출되었다. 그의 마지막 임기 동안 그는 국가의 기반 시설과 교육 시스템에 집중했다. 그는 학교, 주택을 위한 여러 개의 대형 건물을 건설하고 전국에 새로운 도로를 개선 및 건설했으며 Ojo de Agua의 중앙 계곡에서 시작하여 푼타레나스의 태평양으로 흐르는 수로 시스템을 건설했다. 그의 집권 기간 동안 필라델피아와 리베리아의 다리가 건설되었으며 구 국립극장도 건설되었다.
그는 1945년 1월 4일 산호세에서 사망했다.
그의 아버지는 두 번 대통령을 역임했던 히메네스 사모라이다.